# European Hot 100 Singles
European Hot 100 Singles (Eurochart Hot 100 Singles)  — європейський чарт, який визначає популярність синглів в Європі. Створений в журналами Billboard 200 і Music & Media, в березні 1984. У чарті беруть участь сингли з 15 європейських країн: Австрія, Бельгія, Данія, Франція, Фінляндія, Німеччина, Угорщина, Ірландія, Італія, Іспанія, Нідерланди, Норвегія, Швеція, Швейцарія, Велика Британія.